# Manuel Martí

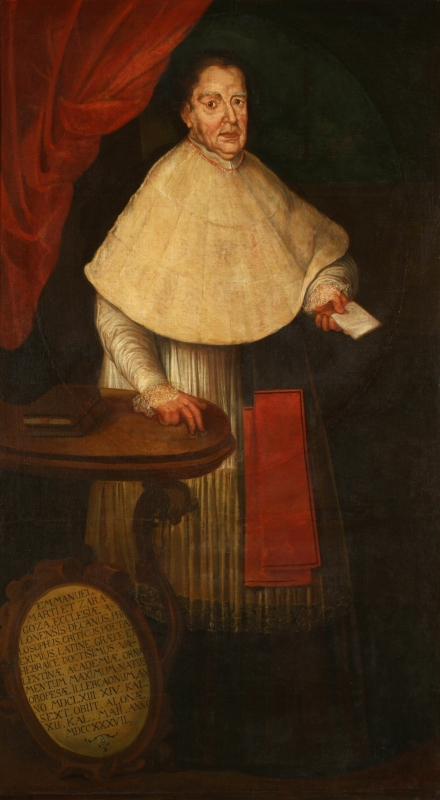
Retrato de Manuel Martí y Zaragoza atribuido a José Vergara Gimeno. Óleo sobre lienzo, 199 x 112 cm, Universidad de Valencia, Paraninfo

Manuel Martí y Zaragoza (Oropesa del Mar, Castellón, 19 de julio de 1663-Alicante, 21 de abril de 1737) fue un escritor, helenista, epigrafista, arqueólogo y humanista español.

## Biografía
Entre 1673 y 1676 estudió Gramática en Castellón bajo el magisterio de Miguel Falcó, admirador de Juan Luis Vives y del Brocense; en 1676 comenzó a estudiar Filosofía y, posteriormente, Teología en la Universidad de Valencia; formó parte de las Academias del Parnaso y del Alcázar y estuvo algún tiempo en Huesca en 1681.
En 1686 está ya en Roma y en 1688 publicó allí Sylva de Tyberis alluvione. Inicia por sí mismo el estudio del griego clásico y otras lenguas. Entró al servicio del cardenal José Sáenz de Aguirre y escribió una serie de poemas en latín que quedaron inéditos. De 1693 a 1694 Sáenz de Aguirre publica en Roma la Collectio Maxima Conciliorum omnium Hispaniae et novi orbis en la que Martí había trabajado; realiza algunos trabajos eruditos y de filología: Notae in Theocritum, Tractatus en 1694 escribe Satyromastix atacando a monseñor Segardi quien, bajo el pseudónimo de Q. Sectano, había escrito Satyrae... contra Giovanni Vincenzo Gravina (Gian Vincenzo Gravina). Participó en Roma en la Academia de la Arcadia y en la Academia de los Infecondi. Por esas fechas pronuncia Pro crepitu ventris, "En defensa del pedo", publicado más tarde en Madrid (1737) y en la edición de Epistolarum de Ámsterdam (1738). En 1696 edita en Roma la Bibliotheca Hispana Vetus de Nicolás Antonio. Ante las divergencias entre el cardenal Sáenz de Aguirre y el duque de Medinaceli, Martí pidió el deanato de Alicante; mientras se graduó "in utroque iure" en la Universidad de Roma "La Sapienza".
Llegó a Alicante en diciembre. En enero de 1697 se ordena de sacerdote y en 1699 traslada su residencia a Valencia, tras conseguir el nombramiento de coadjutor con derecho a sucesión. Dirige la Academia del marqués de Villatorcas, de la que forman parte, entre otros, los novatores Tomás Vicente Tosca, Juan Bautista Corachán, José Manuel Miñana, Rodríguez... Empieza la traducción de las Rapsodias de Eustatio comentando a Homero. En 1702 halla en la biblioteca de Cervellón la obra poética latina del humanista del XVI Hernán Ruiz de Villegas, por la que se entusiasma y que pretende editar. Visita el teatro de Sagunto que describirá en carta a Félix Antonio Zondadari, hermano del nuncio en Madrid; en 1704 se estableció en Madrid al servicio del duque de Medinaceli; en 1707 entabla correspondencia con el marqués de Mondéjar y en 1708 con Juan Interián de Ayala, uno de los fundadores de la Real Academia Española. En 1710 es detenido su protector, el duque de Medinaceli, que muere al año siguiente, y entre 1711 y 1715 viaja a Andalucía y realiza excavaciones en Itálica.
En 1715 regresó a Madrid, donde Guillaume Daubenton, el confesor francés de Felipe V, rechazó su candidatura a bibliotecario real, plaza para la que es nombrado Juan de Ferreras. En 1716 se va a vivir a Alicante y empieza su amistad con Felipe Bolifón, un napolitano amigo de Gravina y de Montfaucon; escribe por primera vez a este último. En 1717 embarca en mayo hacia Roma y en 1718 escribe su Apaterosis. Asiste a Gravina en la hora de su muerte. En diciembre regresa a España y se establece definitivamente en Alicante. En 1719 escribe la dedicatoria, en nombre de Jacobo Pizzeo, del tomo III de Decisionum Rotae Romanae Collectio. El 2 de diciembre de 1720 Gregorio Mayáns, desde Salamanca, escribe su primera carta a Martí y comienza su amistad; fruto de ella será en 1722 la edición por parte de este último de la Apasterosis del Deán en Madrid, por medio de César Bolifón; en 1726 Martí vende su biblioteca. En 1730, a raíz de una visita del barón Schomberg a Martí y a Mayáns, nace la relación de este último con Otto Mencke y los redactores de Acta eruditorum de Leipzig; en 1731 Mayáns propone al deán Martí la edición de sus Epistolarum libri duodecim; en 1734 es publicada en Venecia la obra poética de Ruiz de Villegas y en 1735 aparece en Madrid E. Martini, Ecclesiae Alonensis Decani, Epistolarum Libri duodecim. El 21 de abril de 1737 muere el deán Martí en Alicante y al año siguiente sale la segunda edición de Epistolarum libri duodecim de Martí en Ámsterdam.

## Obras
- Sylva de Tyberis alluvione, Roma, 1688.
- Notae in Theocritum.
- Satyromastix.
- Apasterosis, Madrid, 1722.
- Epistolarum Libri duodecim, Madrid, 1735; segunda edición, Ámsterdam, 1738.
- Pro crepitu ventris, Madrid, 1737.